# المزيرعة (نابل)
المزيرعة قرية تونسية تابعة لولاية نابل.